# اورکا (اتومبیل‌رانی)

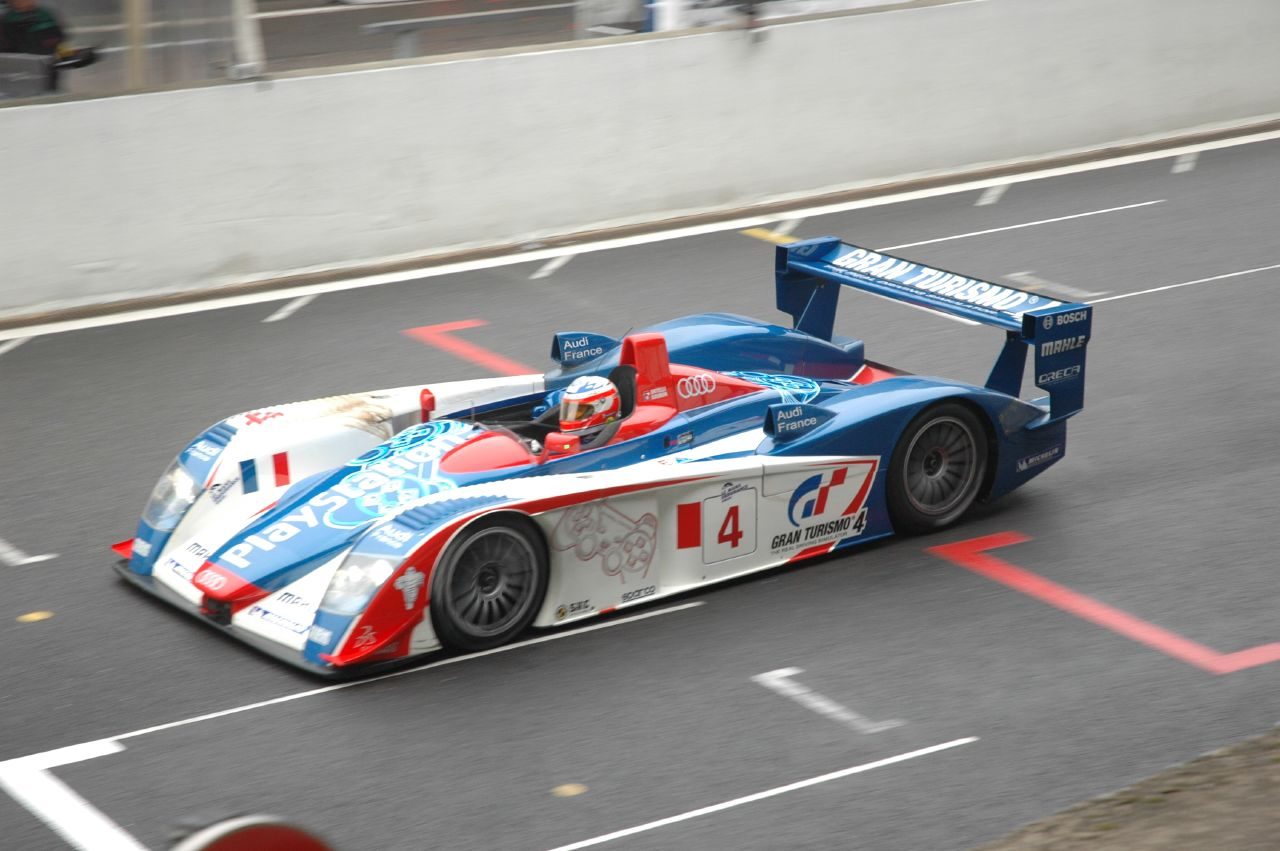
آئودی آر۸ مورد استفادهٔ اورکا در سال ۲۰۰۵

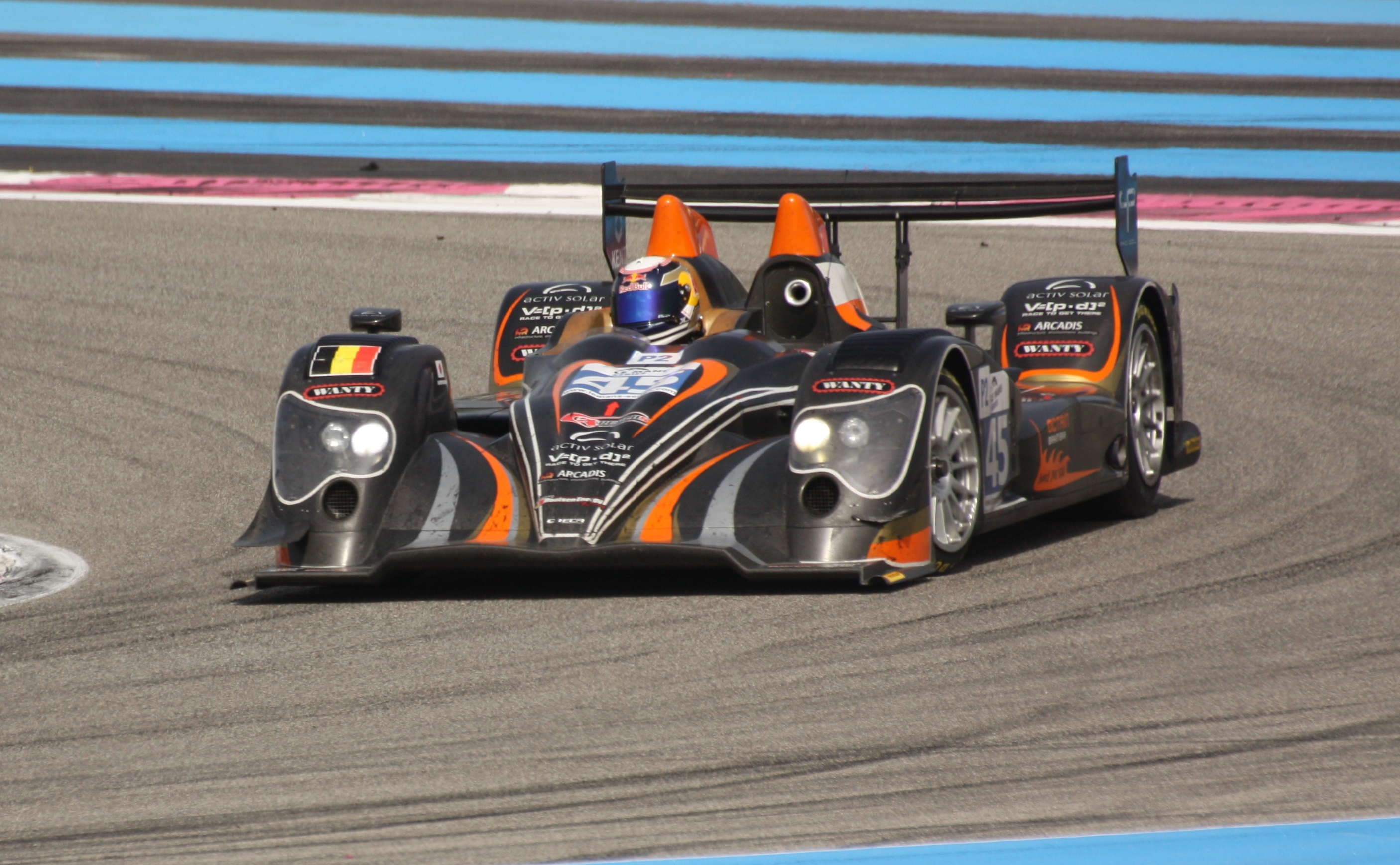
یک اورکا ۰۳-نیسان که توسط بوتسن انرژی ریسینگ در مسابقه ۶ ساعته کاستلت ۲۰۱۱ در مسابقه شرکت داده شد.

اورِکا (انگلیسی: ORECA؛ مخفف معادل فرانسوی سازمان عملیات مسابقات اتومبیل‌رانی فرانسوی: Organization Exploitation Competition Automobiles‎) یک تیم مسابقه‌ای فرانسوی و سازنده خودروهای مسابقه‌ای است که در سال ۱۹۷۳ پایه‌گذاری شد. هوگوس د چوناک، بنیان‌گذار و نیز مدیر کنونی این سازمان، مدیر سابق تیم فرمول یک AGS نیز بوده است. اورکا در بسیاری از زمینه‌های ورزش‌های موتوری به موفقیت‌های دست یافته است. این تیم از اوایل دههٔ ۱۹۹۰ بر روی خودروهای اسپرت و خودروهای جی‌تی متمرکز بوده است.